# Station Cosford
Cosford is een spoorwegstation van National Rail in Cosford, Bridgnorth in Engeland. Het station is eigendom van Network Rail en wordt beheerd door West Midland Trains. 